# Comuna Giulești, Maramureș
Giulești (în maghiară: Máragyulafalva, în germană: Ludwigsdorf) este o comună în județul Maramureș, Transilvania, România, formată din satele Berbești, Ferești, Giulești (reședința) și Mănăstirea.

## Demografie
Componența etnică a comunei Giulești
     Români (82,19%)
     Alte etnii (0,25%)
     Necunoscută (17,56%)
Componența confesională a comunei Giulești
     Ortodocși (62,65%)
     Greco-catolici (12,92%)
     Martori ai lui Iehova (2,99%)
     Penticostali (2,46%)
     Alte religii (0,99%)
     Necunoscută (17,99%)
Conform recensământului efectuat în 2021, populația comunei Giulești se ridică la 2.841 de locuitori, în scădere față de recensământul anterior din 2011, când fuseseră înregistrați 3.113 locuitori. Majoritatea locuitorilor sunt români (82,19%), iar pentru 17,56% nu se cunoaște apartenența etnică. Din punct de vedere confesional, majoritatea locuitorilor sunt ortodocși (62,65%), cu minorități de greco-catolici (12,92%), martori ai lui Iehova (2,99%) și penticostali (2,46%), iar pentru 17,99% nu se cunoaște apartenența confesională.

## Politică și administrație
Comuna Giulești este administrată de un primar și un consiliu local compus din 13 consilieri. Primarul, Laurențiu Batin[*], de la Partidul Național Liberal, este în funcție din 2016. Începând cu alegerile locale din 2024, consiliul local are următoarea componență pe partide politice:
|  | Partid                          | Consilieri | Componența Consiliului | Componența Consiliului | Componența Consiliului | Componența Consiliului | Componența Consiliului | Componența Consiliului | Componența Consiliului | Componența Consiliului | Componența Consiliului |
|  | ------------------------------- | ---------- | ---------------------- | ---------------------- | ---------------------- | ---------------------- | ---------------------- | ---------------------- | ---------------------- | ---------------------- | ---------------------- |
|  | Partidul Național Liberal       | 9          |                        |                        |                        |                        |                        |                        |                        |                        |                        |
|  | Uniunea Salvați România         | 2          |                        |                        |                        |                        |                        |                        |                        |                        |                        |
|  | Alianța pentru Unirea Românilor | 1          |                        |                        |                        |                        |                        |                        |                        |                        |                        |
|  | Partidul Social Democrat        | 1          |                        |                        |                        |                        |                        |                        |                        |                        |                        |

## Vezi și
- Biserica de lemn din Ferești
- Biserica de lemn din Mănăstirea, Maramureș
- Igniș (sit de importanță comunitară inclus în rețeaua europeană Natura 2000).
- Mlaștina Poiana Brazilor  (rezervație naturală)
- Munții Gutâi (arie de protecție specială avifaunistică)

## Imagini

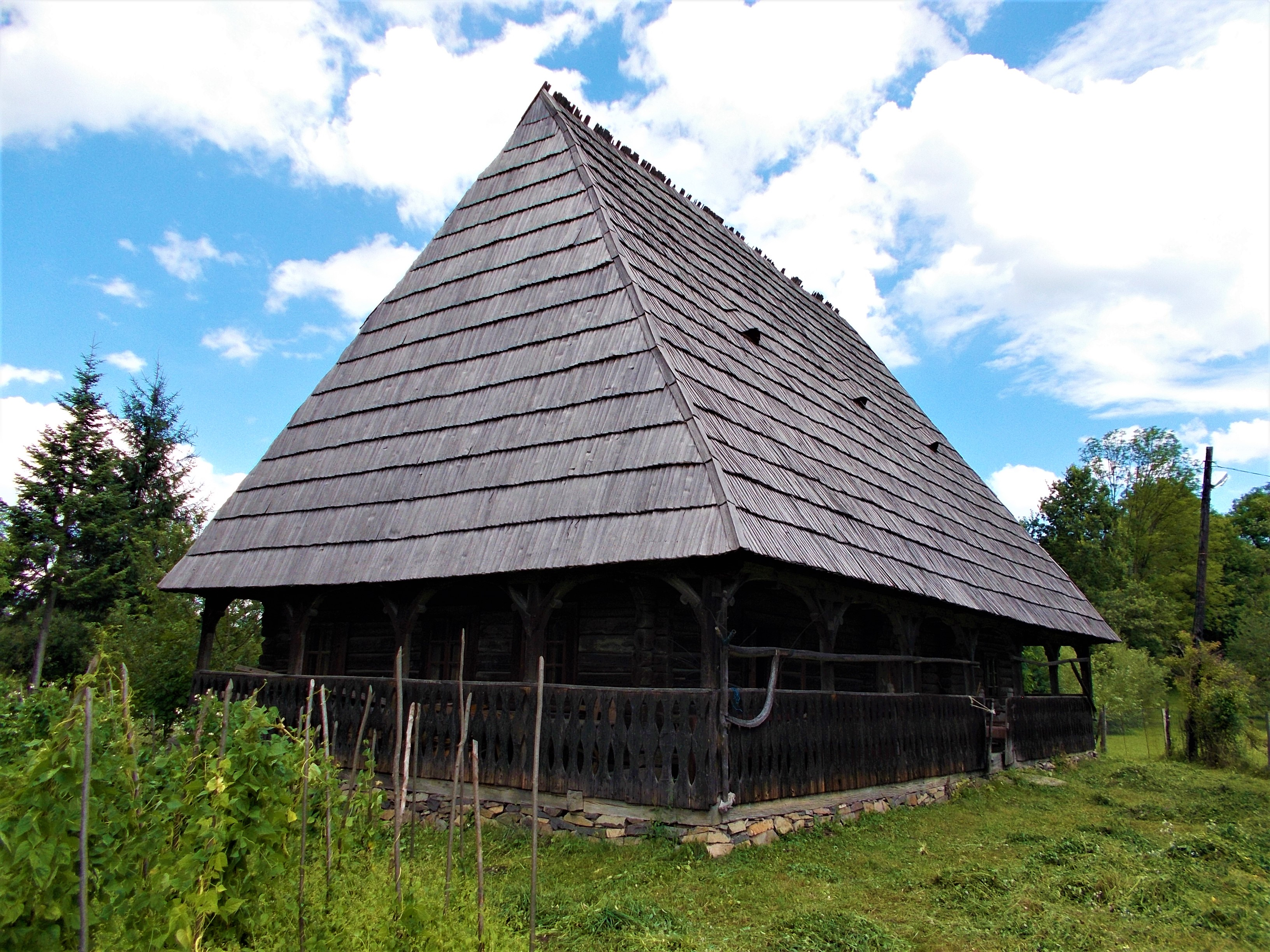
Casa memorială „Ilie Lazăr” din satul Giulești
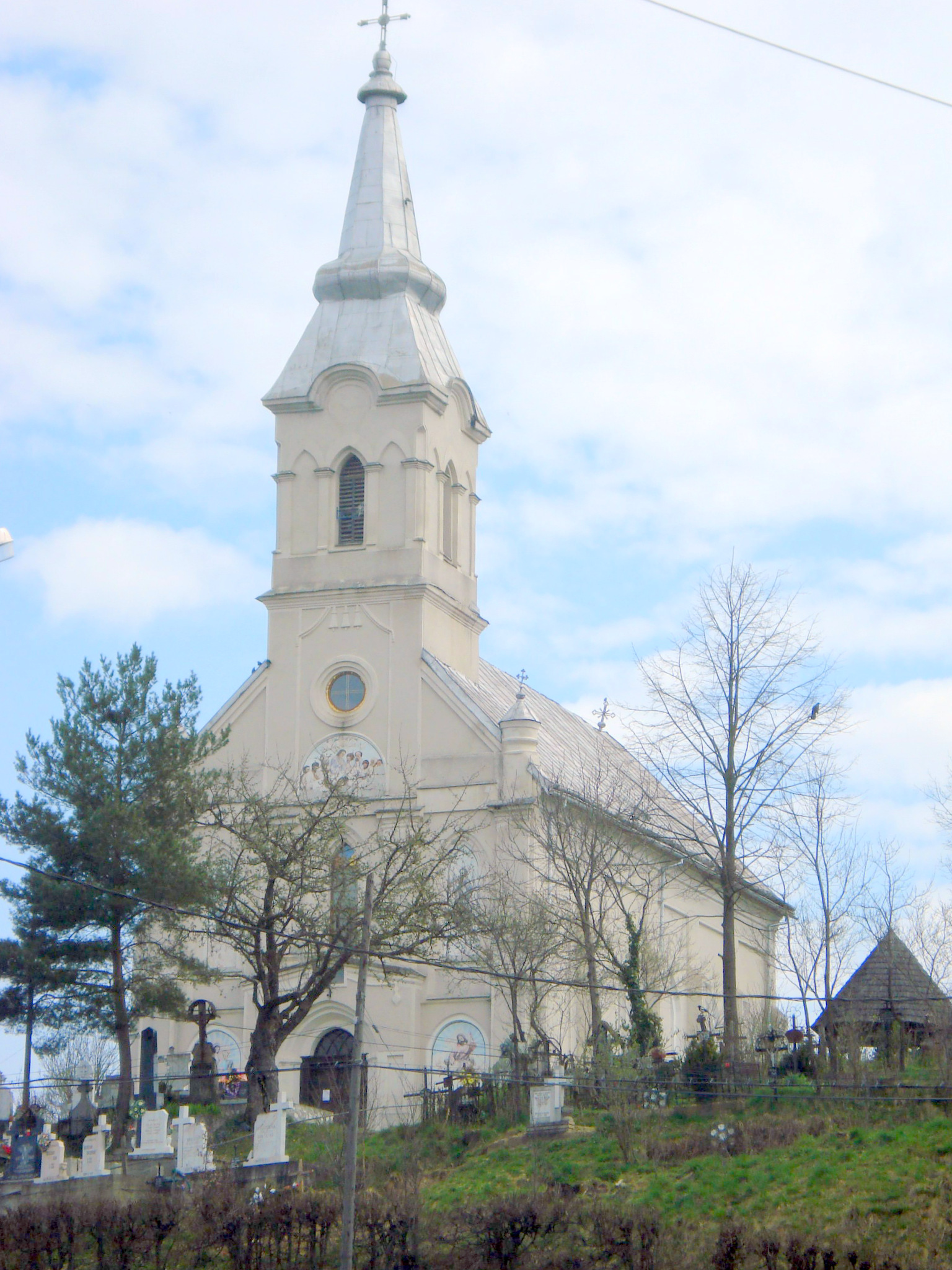
Biserica Adormirea Maicii Domnului din Giulești
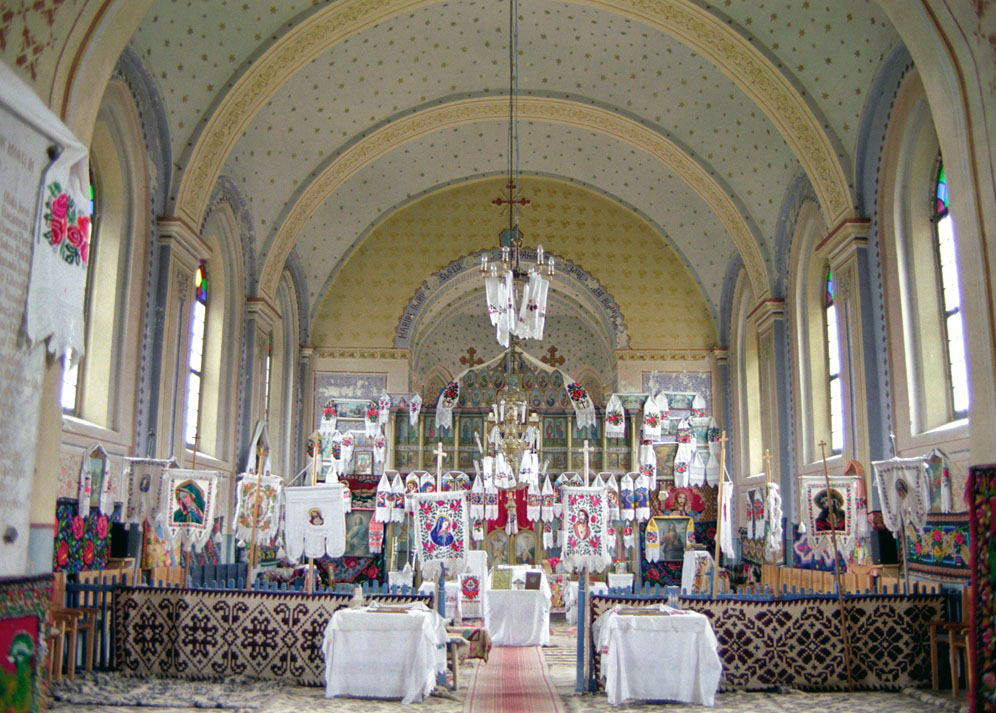
Interiorul bisericii
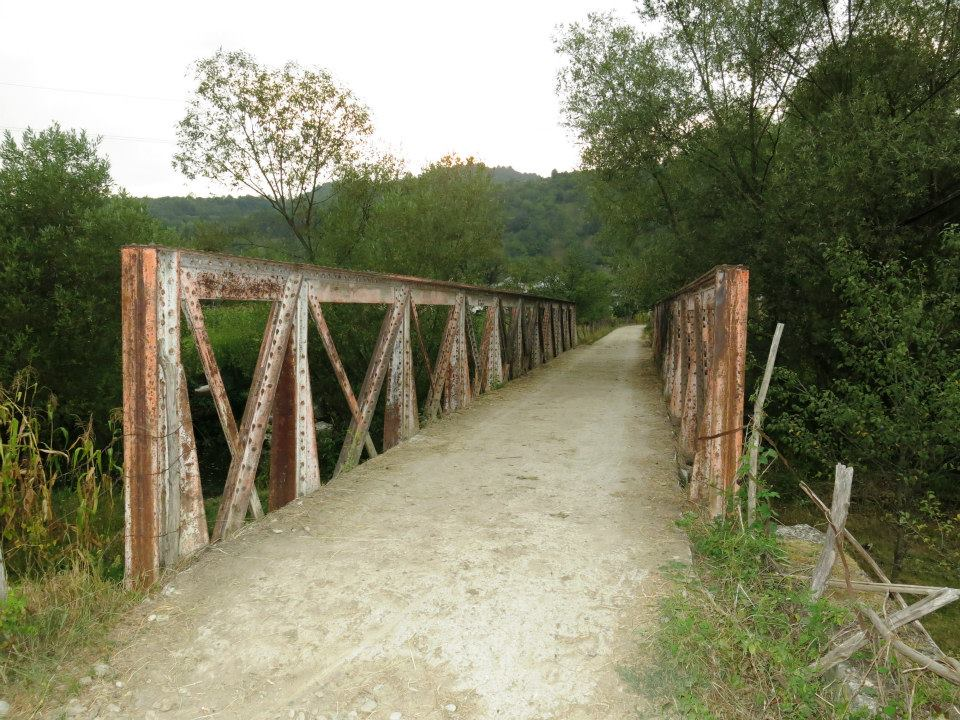
Podul metalic din Berbești
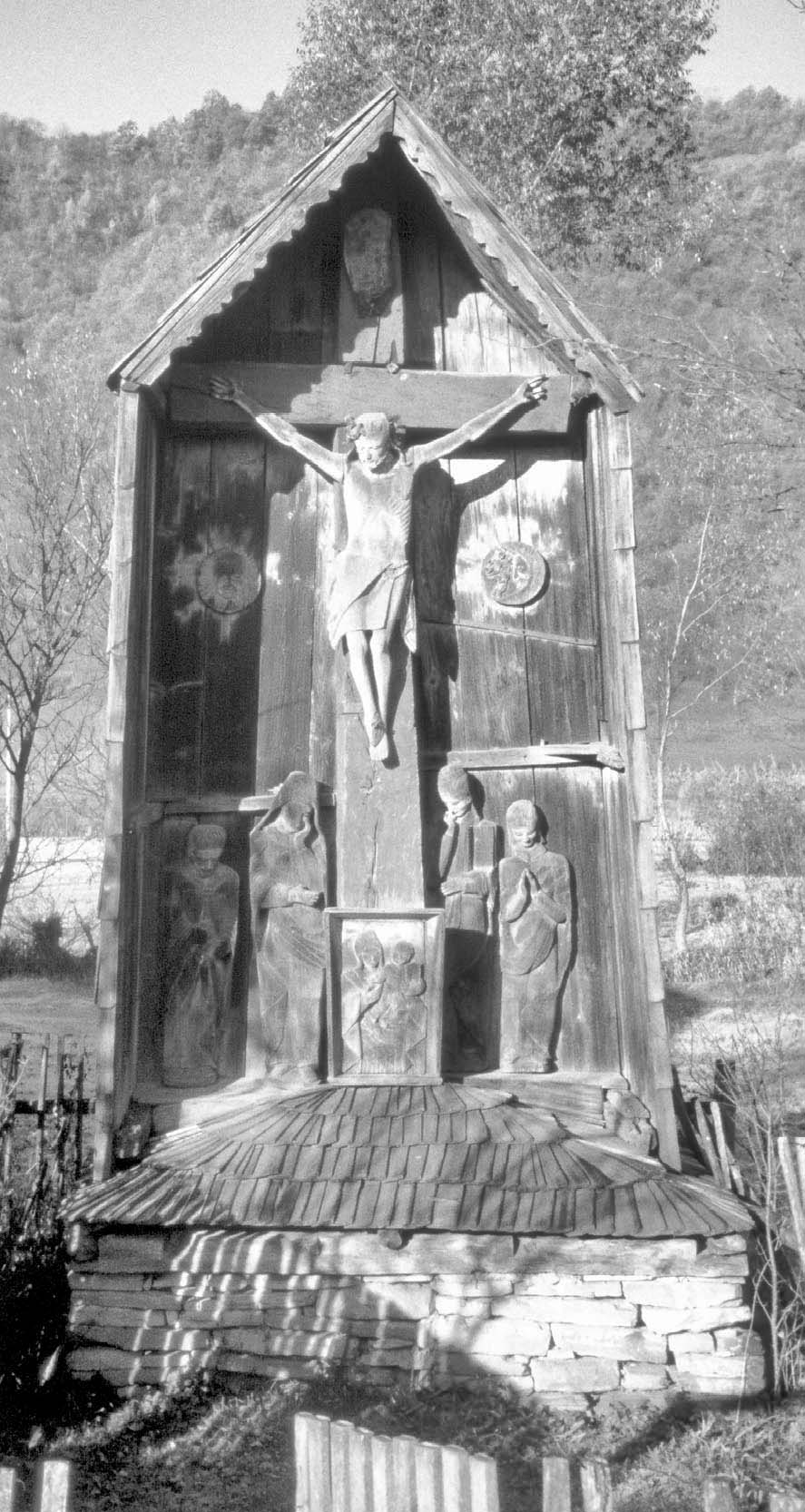
Troiţa din Berbești
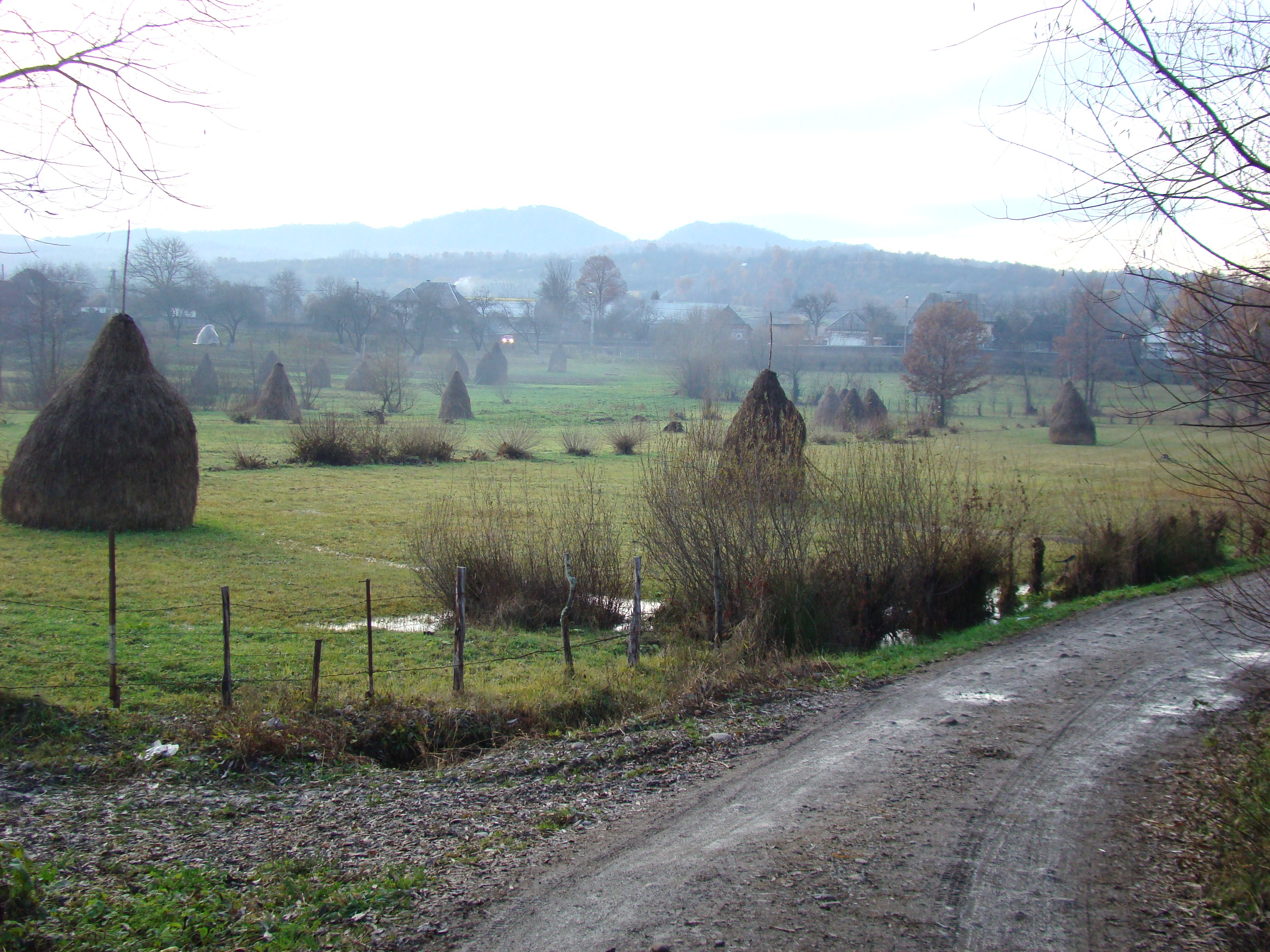
Mănăstirea
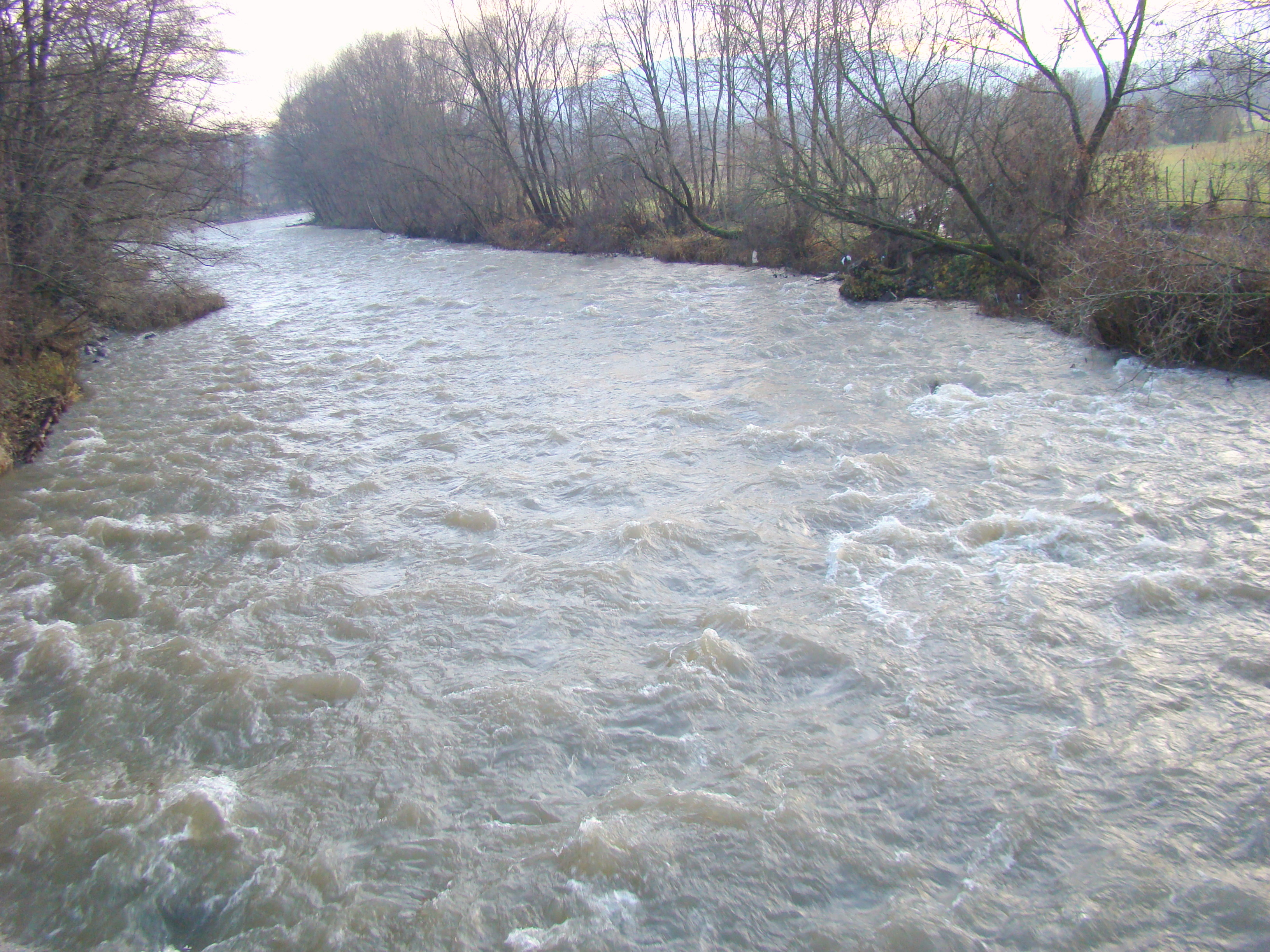
Râul Mara
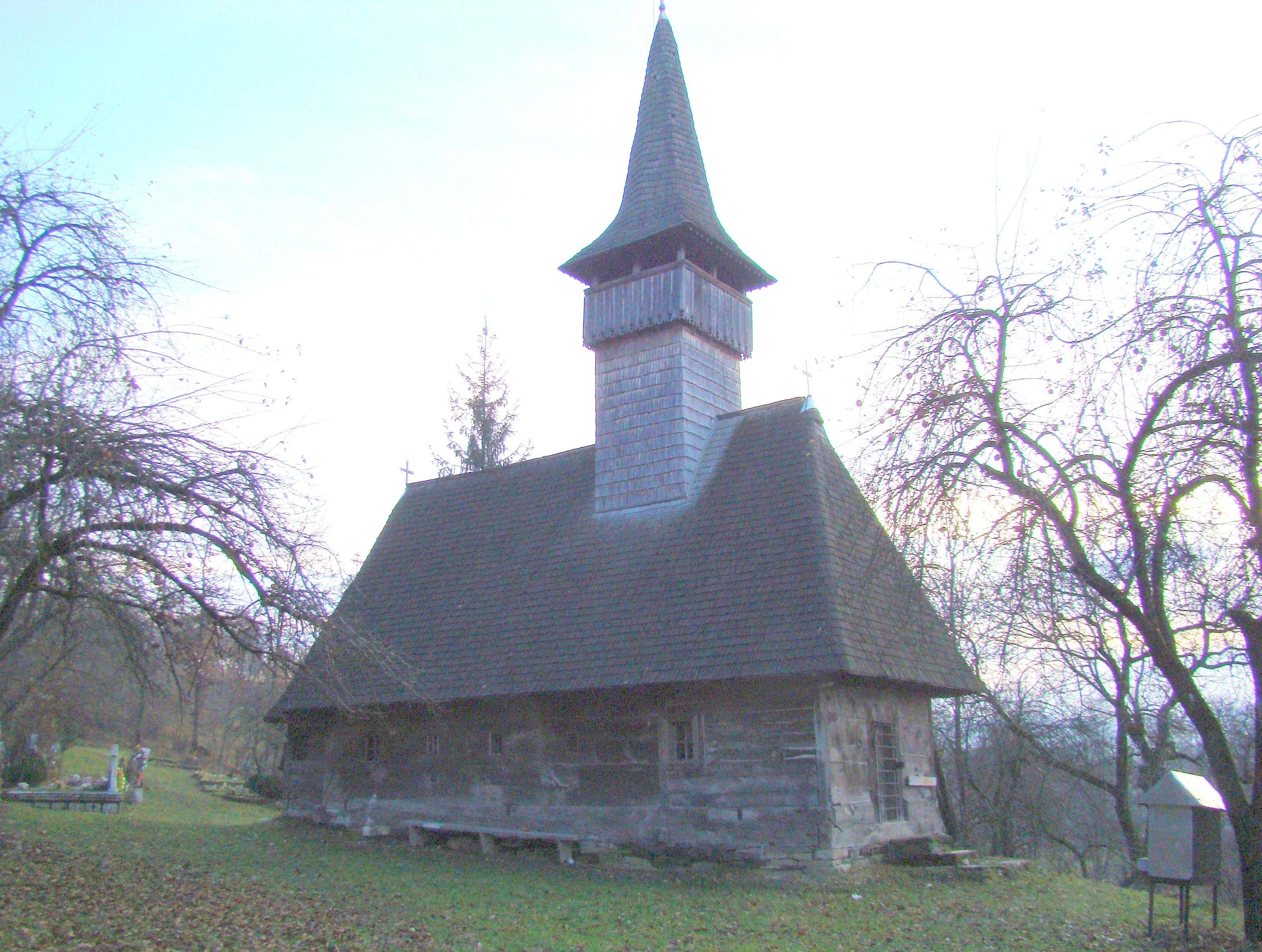
Biserica de lemn din satul Mănăstirea
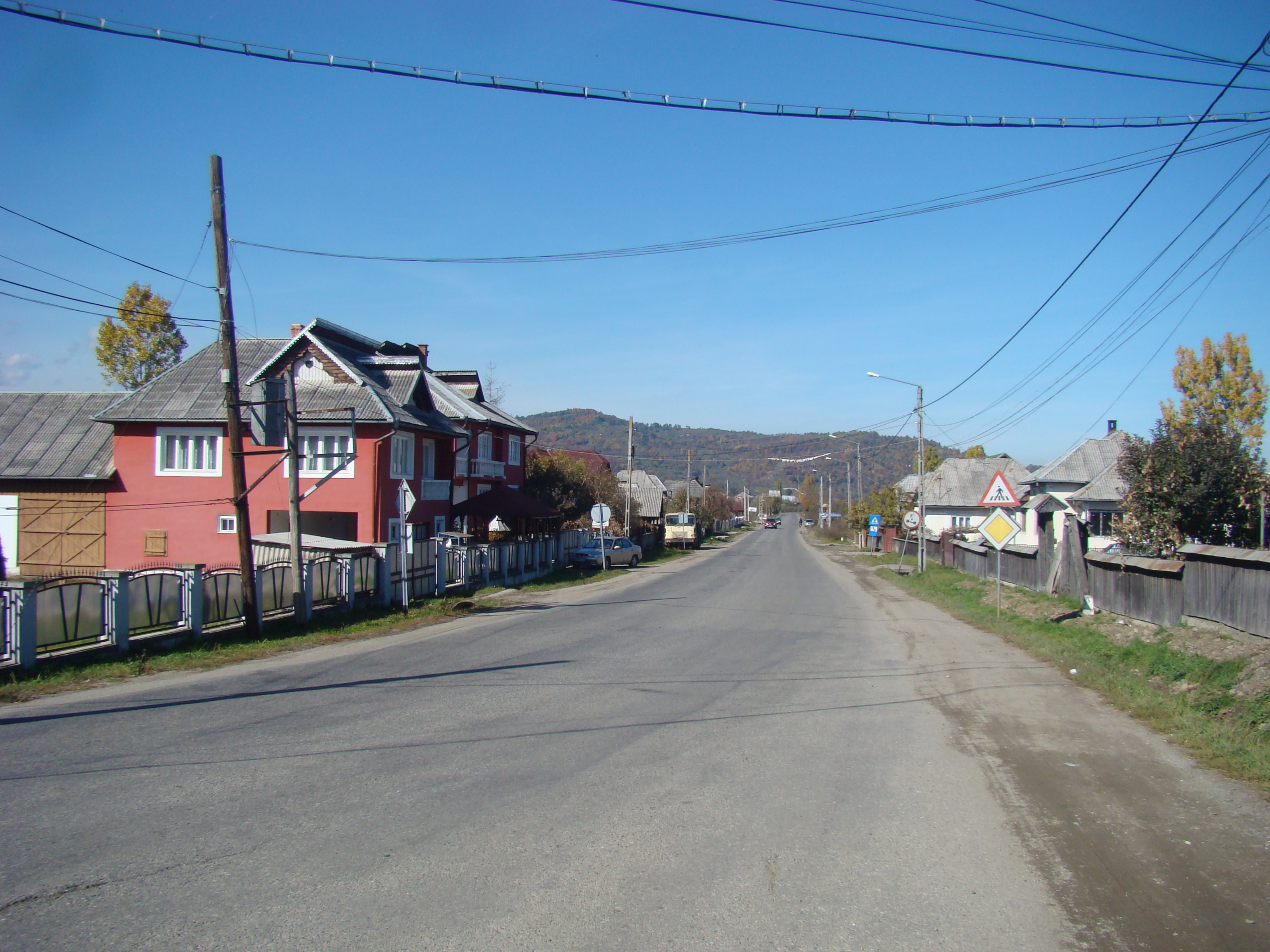
Ferești
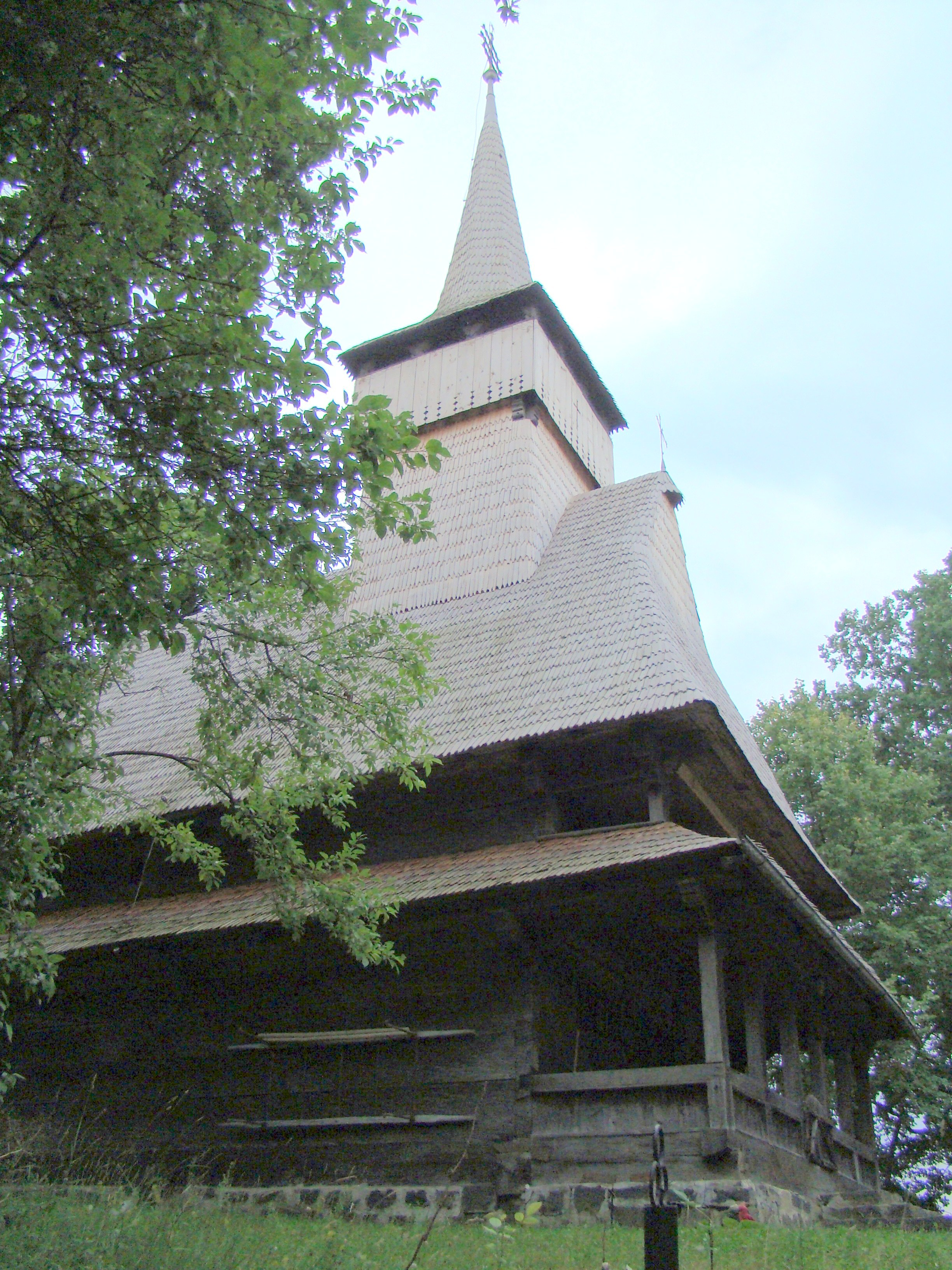
Biserica de lemn din Ferești